# 睦媄
睦媄（1994年04月20日—），台灣女演員，因拍攝盧廣仲、楊永聰、田馥甄等知名歌手MV踏入演藝圈，2019以《風中浮沈的花蕊》入圍第55屆金鐘獎迷你劇集／電視電影新進演員獎，同年《用久柑仔店》阿秀一角獲得注目，2020年參與電影《破處》 證明自己演技跨度廣闊。

## 演出作品

### 電影
| 年份   | 劇名         | 角色   | 導演   | 備註 |
| 2019年 | 《緝魔》     | 林曉雨 | 盧豐淵 | 客串 |
| 2019年 | 《玩命貼圖》 | 秘書   | 鍾維恆 | 客串 |
| 2020年 | 《破處》     | 蕉蕉   | 林立書 | 主演 |
| 2025年 | 《火宅之犬》 |        | 蔡銀娟 |      |
| 2026年 | 《鬼牽手》   |        | 王晧   |      |

### 迷你劇集
| 年份   | 電視臺     | 劇名                 | 飾演   | 導演   | 備註                                             |
| 2019年 | 公共電視   | 《風中浮沈的花蕊》   | 小秀   | 殷振豪 | 入圍第55屆金鐘獎迷你劇集／電視電影最具潛力新人獎 |
| 2021年 | 民視       | 《日蝕遊戲》         | 劉可昀 | 張智昇 |                                                  |
| 2024年 | 公視       | 《不夠善良的我們》   | Winnie | 徐譽庭 |                                                  |
| 2025年 | 客家電視台 | 《星空下的黑潮島嶼》 | 田臨月 | 王傳宗 |                                                  |

### 長篇劇集
| 年份     | 電視臺                       | 劇名                    | 飾演             | 導演           | 備註 |
| 2017年   | 民視                         | 《實習醫師鬥格》        | 小咪             | 彭兆鴻         |      |
| 2019年   | 三立都會台、華視             | 《用九柑仔店》          | 阿秀             | 高炳權、曾英庭 |      |
| 2019年   | 中視、衛視中文台             | 《想見你》              | 杜齊閔女友       | 黃天仁         |      |
| 2020年   | LINE TV                      | 《金愛演真探團》        | 林君綺           | 吳子維         |      |
| 2022年   | LINE TV、CATCHPLAY+          | 《我的牙想你》          | 夏明燕           | 姜瑞智         |      |
| 2023年   | Netflix                      | 《模仿犯》              | 張明美           | 張榮吉、張亨如 |      |
| 2023年   | 公視、八大戲劇台             | 《最佳利益2－決戰利益》 | 許佳盈           | 林立書、鄒奕笙 |      |
| 2023年   | 八大戲劇台、華視、TVBS歡樂台 | 《有生之年》            | 陳麗英(年輕時期) | 許肇任         |      |
| 暫停拍攝 |                              | 《初擁》                |                  | 柯翰辰         |      |

### 網路短劇
| 年份   | 劇名                                                               | 飾演   | 導演   | 備註   |
| 2017年 | 《我的萌寵男友》                                                   | 夏天   |        | 女主角 |
| 2017年 | 《三分拾聊-栗子布丁》                                              | 客人   |        |        |
| 2019年 | 《職場百獸圖》                                                     | Kate   | 黃鼎鈞 |        |
| 2020年 | 《情侶，怎麼了嗎？》                                               | 林語柔 | 張辰亦 | 女主角 |
| 2020年 | 《小時光麵館4吃麵看個性-把麵放在湯匙上吃的人，最不把自己放心上？》 |        | 羅景壬 |        |

### 音樂錄影帶
- 2016年 楊丞琳《觀眾》
- 2017年 李榮浩《嗯》
- 2017年 婁峻碩《焦急羅曼史》
- 2018年 盧廣仲《敢傻就是我的本事》
- 2019年 楊永聰《沒有傘的人》[4]
- 2019年 TRASH樂團《希望你回來》
- 2019年 盧廣仲《愛情怎麼了嗎》[9]
- 2020年 田馥甄《懸日》[10]
- 2024年 美秀集團 feat. 盧廣仲《手機錢包鑰匙菸》
- 2025年 何鋒《情歌總是那麼美》

### 網路微電影
- 2020年 新竹攻城獅《這城市 需要一支球隊

### 廣告
- 2018年 innisfree
- 2020年 小時光麵館4 吃麵看個性-把麵放在湯匙上吃的人，最不把自己放心上

## 獎項紀錄
| 年份   | 頒獎典禮     | 獎項                         | 影片               | 角色 | 結果 |
| ------ | ------------ | ---------------------------- | ------------------ | ---- | ---- |
| 2020年 | 第55屆金鐘獎 | 迷你劇集／電視電影新進演員獎 | 《風中浮沈的花蕊》 | 小秀 | 提名 |

## 外部連結
- 睦媄的Instagram
- 睦媄的Facebook專頁